# Hunnilsjön
Hunnilsjön är en sjö i Härjedalens kommun i Hälsingland och ingår i Ljusnans huvudavrinningsområde. Sjön har en area på 1,37 kvadratkilometer och ligger 360,5 meter över havet. Sjön avvattnas av vattendraget Hunnilan.

## Delavrinningsområde
Hunnilsjön ingår i det delavrinningsområde (687651-144893) som SMHI kallar för Utloppet av Hunnilsjön. Medelhöjden är 430 meter över havet och ytan är 17,25 kvadratkilometer. Det finns inga avrinningsområden uppströms utan avrinningsområdet är högsta punkten. Hunnilan som avvattnar avrinningsområdet har biflödesordning 2, vilket innebär att vattnet flödar genom totalt 2 vattendrag innan det når havet efter 229 kilometer. Avrinningsområdet består mestadels av skog (67 procent) och sankmarker (15 procent). Avrinningsområdet har 1,71 kvadratkilometer vattenytor vilket ger det en sjöprocent på 9,9 procent.